# DHB-Pokal der Frauen 1986
Der DHB-Pokal der Frauen 1986 war die 12. Austragung des Handballpokalwettbewerbs der Frauen. In der Neuauflage des Vorjahresfinales, das aus Hin- und Rückspiel bestand, ging der VfL Engelskirchen, der sich gegen den Titelverteidiger TSV Bayer 04 Leverkusen durchsetzte, zum ersten Mal als Sieger hervor. Damit qualifizierte sich Engelskirchen für den Europapokal der Pokalsieger 1986/87.

## Modus
Es traten insgesamt 53 Mannschaften aus der Bundesliga, der 2. Bundesliga, der Regionalliga (3. Liga), der Oberliga (4. Liga) und dem Landesverband unterhalb der Oberliga im K.-o.-System gegeneinander an, wobei die zehn Mannschaften aus dem Oberhaus (Bundesliga) erst zur zweiten Runde in den Wettbewerb einstiegen. In den ersten zwei Runden wurde das Teilnehmerfeld nach territorialen Gesichtspunkten in Gruppe Nord und Süd unterteilt. Danach ging es einheitlich weiter und es erfolgte die weitere Ausspielung in Achtel-, Viertel und Halbfinale sowie einem Finale, das aus Hin- und Rückspiel bestand.

## 1. Hauptrunde
An der 1. Hauptrunde nahmen folgende 43 Mannschaften teil, die hier nach ihrer Ligazugehörigkeit während der Saison 1985/86 aufgelistet sind.
 Gespielt wurde vom 7. bis 9. Februar 1986.
| 2. Bundesliga | Regionalliga | Oberliga | Landesverband                                                          |
| Staffel Nord - Holstein Kiel - Bayer 05 Uerdingen - Turnerbund Hamburg-Eilbeck - TuS Eintracht Minden - MTV Herzhorn - TSV Nord Harrislee - SV Süd Braunschweig - Brühler TV 1879 - Düsseldorfer SV 04 - Reinickendorfer Füchse Staffel Süd - DJK Würzburg - VfL Sindelfingen - VfB Gießen - VfL Humboldt Berlin - TSV Tempelhof-Mariendorf - SG Kleenheim - TV Pirmasens 1863 - TSV Dachau 1865 - TSF Ludwigsfeld | Nord - Hastedter TSV - VfL Oldesloe - TSV Altenholz - SG Union Bramfeld - Buxtehuder SV Berlin - BSC Rehberge 1945 West - SC Greven 09 - Pulheimer SC - VfL Hamm/Sieg Südwest - DJK SC Schwarz-Weiß Wiesbaden - TSV Kirchhain - DJK St. Michael Marpingen Süd - TSV Milbertshofen - TSV Weilimdorf | Oberliga Schleswig-Holstein - Oldenburger SV Oberliga Westfalen - SF Ammeloe 1923 Oberliga Niederrhein - Turnerschaft St. Tönis Oberliga Hessen - TSG Bad Sooden-Allendorf - TSG Ober-Eschbach Oberliga Südbaden - TV Sulz Oberliga Württemberg - TV Echterdingen Oberliga Bayern - TSV Pyrbaum | Landesliga Berlin - VfV Spandau Landesliga Südbaden - TuS Schutterwald |

### Gruppe Nord
| Datum                 | Heimmannschaft         | Ergebnis | Gastmannschaft             |
| --------------------- | ---------------------- | -------- | -------------------------- |
| Sa, 08.02., 16:00 Uhr | Brühler TV 1879        | 25:11    | Bayer 05 Uerdingen         |
| Sa, 08.02., 16:30 Uhr | Oldenburger SV         | 21:20    | VfL Oldesloe               |
| Sa, 08.02., 16:30 Uhr | SC Greven 09           | 15:10    | Hastedter TSV              |
| Sa, 08.02., 17:00 Uhr | VfL Hamm/Sieg          | 17:16    | Düsseldorfer SV 04         |
| Sa, 08.02., 18:00 Uhr | VfV Spandau            | 06:30    | Turnerbund Hamburg-Eilbeck |
| Sa, 08.02., 18:30 Uhr | Turnerschaft St. Tönis | 21:17    | Pulheimer SC               |
| Sa, 08.02., 19:15 Uhr | Buxtehuder SV          | 19:21    | SV Süd Braunschweig        |
| Sa, 08.02., 19:30 Uhr | Holstein Kiel          | 14:19    | TSV Nord Harrislee         |
| Sa, 08.02., 19:45 Uhr | SG Union Bramfeld      | 23:14    | Reinickendorfer Füchse     |
| So, 09.02., 11:00 Uhr | SF Ammeloe 1923        | 14:24    | TuS Eintracht Minden       |
| So, 09.02., 15:00 Uhr | TSV Altenholz          | 16:17    | MTV Herzhorn               |

### Gruppe Süd
| Datum                  | Heimmannschaft                | Ergebnis | Gastmannschaft           |
| ---------------------- | ----------------------------- | -------- | ------------------------ |
| Fr, 0.7.02., 19:00 Uhr | VfB Gießen                    | 20:17    | SG Kleenheim             |
| Sa, 08.02., 15:00 Uhr  | TSV Milbertshofen             | 19:13    | TSV Weilimdorf           |
| Sa, 08.02., 16:00 Uhr  | TSG Bad Sooden-Allendorf      | 21:15    | VfL Humboldt Berlin      |
| Sa, 08.02., 16:00 Uhr  | TuS Schutterwald              | 13:14    | TV Sulz                  |
| Sa, 08.02., 17:00 Uhr  | TSG Ober-Eschbach             | 15:19    | DJK Würzburg             |
| Sa, 08.02., 17:00 Uhr  | TV Echterdingen               | 18:17    | TSV Tempelhof-Mariendorf |
| Sa, 08.02., 18:00 Uhr  | DJK St. Michael Marpingen     | 17:15    | TV Pirmasens 1863        |
| Sa, 08.02., 18:30 Uhr  | TSV Kirchhain                 | 22:13    | BSC Rehberge 1945        |
| So, 09.02., 11:00 Uhr  | VfL Sindelfingen              | 26:13    | TSV Dachau 1865          |
| So, 09.02., 16:30 Uhr  | TSV Pyrbaum                   | 08:16    | TSF Ludwigsfeld          |
| Freilos:               | DJK SC Schwarz-Weiß Wiesbaden |          |                          |

## 2. Hauptrunde
Qualifiziert waren für die 2. Hauptrunde folgende 32 Mannschaften, die hier nach ihrer Ligazugehörigkeit während der Saison 1985/86 aufgelistet sind.
 Gespielt wurde vom 8. März 1986.
| Bundesliga | 2. Bundesliga | Regionalliga | Oberliga |
| - TSV Bayer 04 Leverkusen (TV) - TV Lützellinden - VfL Oldenburg - PSV Grünweiß Frankfurt - VfL Engelskirchen - TSV GutsMuths Berlin - TSV Jarplund-Weding - TSV Rot-Weiß Auerbach - SC Germania List - 1. FC Nürnberg (TV) – Titelverteidiger | Staffel Nord - Turnerbund Hamburg-Eilbeck - TuS Eintracht Minden - MTV Herzhorn - TSV Nord Harrislee - SV Süd Braunschweig - Brühler TV 1879 Staffel Süd - DJK Würzburg - VfL Sindelfingen - VfB Gießen - TSF Ludwigsfeld | Nord - SG Union Bramfeld West - SC Greven 09 - VfL Hamm/Sieg Südwest - DJK SC Schwarz-Weiß Wiesbaden - TSV Kirchhain - DJK St. Michael Marpingen Süd - TSV Milbertshofen | Oberliga Schleswig-Holstein - Oldenburger SV Oberliga Niederrhein - Turnerschaft St. Tönis Oberliga Hessen - TSG Bad Sooden-Allendorf Oberliga Südbaden - TV Sulz Oberliga Württemberg - TV Echterdingen |

### Gruppe Nord
| Datum          | Heimmannschaft          | Ergebnis | Gastmannschaft             |
| -------------- | ----------------------- | -------- | -------------------------- |
| Sa, 08.03.1986 | TSV Jarplund-Weding     | 11:15    | VfL Engelskirchen          |
| Sa, 08.03.1986 | SC Greven 09            | 18:90    | Turnerbund Hamburg-Eilbeck |
| Sa, 08.03.1986 | TSV Bayer 04 Leverkusen | 24:90    | SC Germania List           |
| Sa, 08.03.1986 | Brühler TV 1879         | 25:11    | SV Süd Braunschweig        |
| Sa, 08.03.1986 | SG Union Bramfeld       | 15:19    | MTV Herzhorn               |
| Sa, 08.03.1986 | VfL Hamm/Sieg           | 15:22    | TuS Eintracht Minden       |
| Sa, 08.03.1986 | Oldenburger SV          | 19:29    | VfL Oldenburg              |
| Sa, 08.03.1986 | Turnerschaft St. Tönis  | 16:24    | TSV Nord Harrislee         |

### Gruppe Süd
| Datum          | Heimmannschaft                | Ergebnis | Gastmannschaft         |
| -------------- | ----------------------------- | -------- | ---------------------- |
| Sa, 08.03.1986 | TSV Milbertshofen             | 07:26    | 1. FC Nürnberg         |
| Sa, 08.03.1986 | TV Sulz                       | 12:18    | PSV Grünweiß Frankfurt |
| Sa, 08.03.1986 | VfL Sindelfingen              | 22:50    | TSF Ludwigsfeld        |
| Sa, 08.03.1986 | DJK SC Schwarz-Weiß Wiesbaden | 13:22    | TSV Rot-Weiß Auerbach  |
| Sa, 08.03.1986 | TV Echterdingen               | 13:20    | TSV GutsMuths Berlin   |
| Sa, 08.03.1986 | TSV Kirchhain                 | 12:22    | DJK Würzburg           |
| Sa, 08.03.1986 | DJK St. Michael Marpingen     | 14:23    | VfB Gießen             |
| Sa, 08.03.1986 | TSG Bad Sooden-Allendorf      | 16:24    | TV Lützellinden        |

## Achtelfinale
Qualifiziert waren für das Achtelfinale folgende 16 Mannschaften, die hier nach ihrer Ligazugehörigkeit während der Saison 1985/86 aufgelistet sind.
 Gespielt wurde vom 22. März bis 2. April 1986.
| Bundesliga | 2. Bundesliga | Regionalliga        |
| - TSV Bayer 04 Leverkusen (TV) - TV Lützellinden - VfL Oldenburg - PSV Grünweiß Frankfurt - VfL Engelskirchen - TSV GutsMuths Berlin - TSV Rot-Weiß Auerbach - 1. FC Nürnberg (TV) – Titelverteidiger | Staffel Nord - TuS Eintracht Minden - MTV Herzhorn - TSV Nord Harrislee - Brühler TV 1879 Staffel Süd - DJK Würzburg - VfL Sindelfingen - VfB Gießen | West - SC Greven 09 |

| Datum           | Heimmannschaft         | Ergebnis    | Gastmannschaft          |
| --------------- | ---------------------- | ----------- | ----------------------- |
| Sa, 22.03.1986  | VfL Sindelfingen       | 24:10       | VfB Gießen              |
| Sa, 22.03.1986  | PSV Grünweiß Frankfurt | 23:19       | TSV GutsMuths Berlin    |
| Sa, 22.03.1986  | TuS Eintracht Minden   | 13:21       | VfL Oldenburg           |
| Sa, 22.03.1986  | Brühler TV 1879        | 16:22       | 1. FC Nürnberg          |
| Sa, 22.03.1986  | DJK Würzburg           | 16:10       | MTV Herzhorn            |
| Sa, 22.03.1986  | TV Lützellinden        | 19:22       | TSV Bayer 04 Leverkusen |
| Sa, 22.03.1986  | TSV Nord Harrislee     | 21:22 n. V. | TSV Rot-Weiß Auerbach   |
| Mi, 0.2.04.1986 | SC Greven 09           | 15:27       | VfL Engelskirchen       |

## Viertelfinale
Qualifiziert waren für das Viertelfinale folgende acht Mannschaften, die hier nach ihrer Ligazugehörigkeit während der Saison 1985/86 aufgelistet sind.
 Gespielt wurde vom 26. bis 29. April 1986.
| Bundesliga | 2. Bundesliga                                 |
| - TSV Bayer 04 Leverkusen (TV) - VfL Oldenburg - PSV Grünweiß Frankfurt - VfL Engelskirchen - TSV Rot-Weiß Auerbach - 1. FC Nürnberg (TV) – Titelverteidiger | Staffel Süd - DJK Würzburg - VfL Sindelfingen |

| Datum                  | Heimmannschaft          | Ergebnis    | Gastmannschaft    |
| ---------------------- | ----------------------- | ----------- | ----------------- |
| Sa, 26.04., 17:30 Uhr  | TSV Bayer 04 Leverkusen | 27:10       | DJK Würzburg      |
| So, 27.04., 11:00 Uhr  | TSV Rot-Weiß Auerbach   | 21:18 n. V. | VfL Sindelfingen  |
| So, 27.04., 16:00 Uhr  | PSV Grünweiß Frankfurt  | 20:13       | 1. FC Nürnberg    |
| Di, .29.04., 20:00 Uhr | VfL Oldenburg           | 19:23       | VfL Engelskirchen |

## Halbfinale
Qualifiziert waren für das Halbfinale folgende vier Mannschaften, die hier nach ihrer Ligazugehörigkeit während der Saison 1985/86 aufgelistet sind.
 Gespielt wurde am 1. Mai 1986.
| Bundesliga |
| - TSV Bayer 04 Leverkusen (TV) - PSV Grünweiß Frankfurt - VfL Engelskirchen - TSV Rot-Weiß Auerbach (TV) – Titelverteidiger |

| Datum                 | Heimmannschaft         | Ergebnis | Gastmannschaft          |
| --------------------- | ---------------------- | -------- | ----------------------- |
| Do, 01.05., 11:00 Uhr | PSV Grünweiß Frankfurt | 13:23    | TSV Bayer 04 Leverkusen |
| Do, 01.05., 16:00 Uhr | VfL Engelskirchen      | 28:14    | TSV Rot-Weiß Auerbach   |

## Finale DHB-Pokal
Das Finale um den DHB-Pokal, das aus Hin- und Rückspiel bestand, wurde am 8. und 10. Mai 1986 zwischen Titelverteidiger TSV Bayer 04 Leverkusen und dem VfL Engelskirchen ausgetragen. Den Pokal sicherte sich zum ersten Mal die Mannschaft vom VfL Engelskirchen, die im Finale Leverkusen mit 36:31 (Hinspiel 19:13, Rückspiel 17:18) besiegte.
| Datum                  |                         | Gesamt |                   | Hinspiel    | Rückspiel    |
| ---------------------- | ----------------------- | ------ | ----------------- | ----------- | ------------ |
| Do 8. Mai / Sa 10. Mai | TSV Bayer 04 Leverkusen | 31:36  | VfL Engelskirchen | 13:19 (7:7) | 18:17 (11:8) |

### Hinspiel
Donnerstag, 8. Mai 1986 in Leverkusen, Ulrich-Haberland-Halle, 400 Zuschauer
TSV Bayer 04 Leverkusen: Hühn, Brand – Janesch (1), Etmann, Zöllner, Vattes  (2), Prokop-Bock (1), Arglebe, Schmitz (2), Bötefür (4) , Jones (3). Trainer: Schneller
VfL Engelskirchen: Bram, Ringsdorff – Fernholz (3), Kunze (1), Wigger  (1), Jönßon, Stelberg (2), Platen (5), Winther (5/3), Erler (2). Trainer: Bierbaum
Schiedsrichter: Harald Buhrmester & Ernst-Dieter Heger

### Rückspiel
Samstag, 10. Mai 1986 in Engelskirchen, Sporthalle Walbach, 890 Zuschauer (ausverkauft – total überfüllt)
VfL Engelskirchen: Bram, Ringsdorff – Fernholz (2), Kunze (1), Wigger , Umlauf , Stelberg (4), Jönßon (2), Platen (3) , Winther (1/1) , Erler (4) . Trainer: Bierbaum
TSV Bayer 04 Leverkusen: Hühn – Janesch (5), Zöllner (1), Vattes  (1), Wolf (2/2), Prokop-Bock (2), Schmitz (2), Bötefür (3), Jones (2) . Trainer: Schneller
Schiedsrichter: Volker Lienhop & Gerd Meuler